# Montfranc
Montfranc (okzitanisch gleichlautend) ist ein Ort und eine südfranzösische Gemeinde mit 130 Einwohnern (Stand: 1. Januar 2022) im Département Aveyron in der Region Okzitanien (vor 2016 Midi-Pyrénées). Sie gehört zum Arrondissement Millau und zum Kanton Causses-Rougiers. Die Einwohner werden Montfrancains genannt.

## Lage
Montfranc liegt etwa 44 Kilometer ostsüdöstlich von Albi im Südwesten der historischen Provinz Rouergue. Umgeben wird Montfranc von den Nachbargemeinden Pousthomy im Norden und Osten, Le Masnau-Massuguiès im Süden und Westen, Massals im Westen sowie Miolles im Nordwesten.

## Bevölkerungsentwicklung
| Jahr                       | 1962 | 1968 | 1975 | 1982 | 1990 | 1999 | 2006 | 2019 |
| Einwohner                  | 188  | 181  | 154  | 168  | 158  | 135  | 131  | 127  |
| Quellen: Cassini und INSEE |      |      |      |      |      |      |      |      |

## Sehenswürdigkeiten

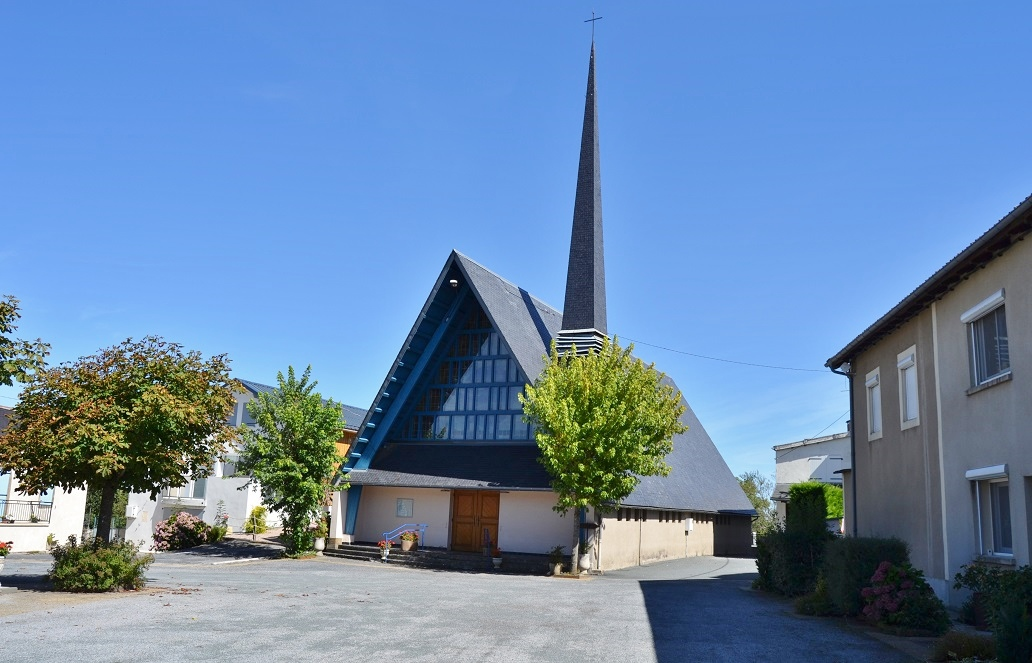
Kirche Sainte-Marie

- Kirche Sainte-Marie